# Praalgraf van Van In- en Kniphuisen

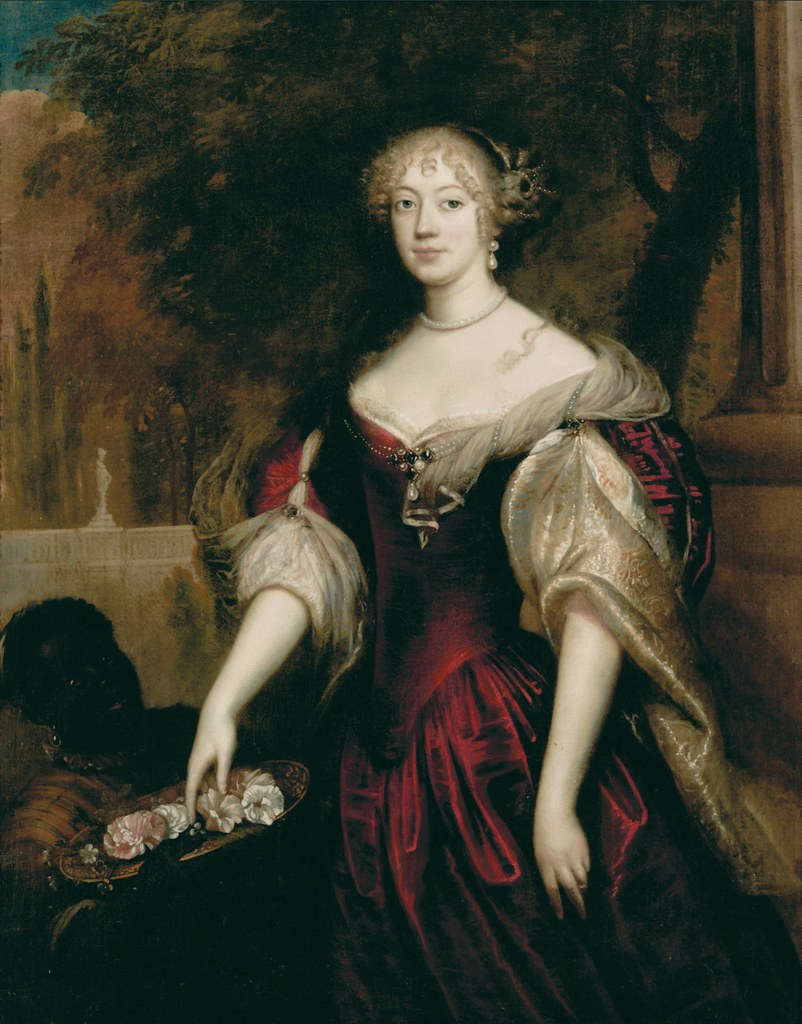
Opdrachtgeefster Anna van Ewsum, vastgelegd door Jan de Baen.

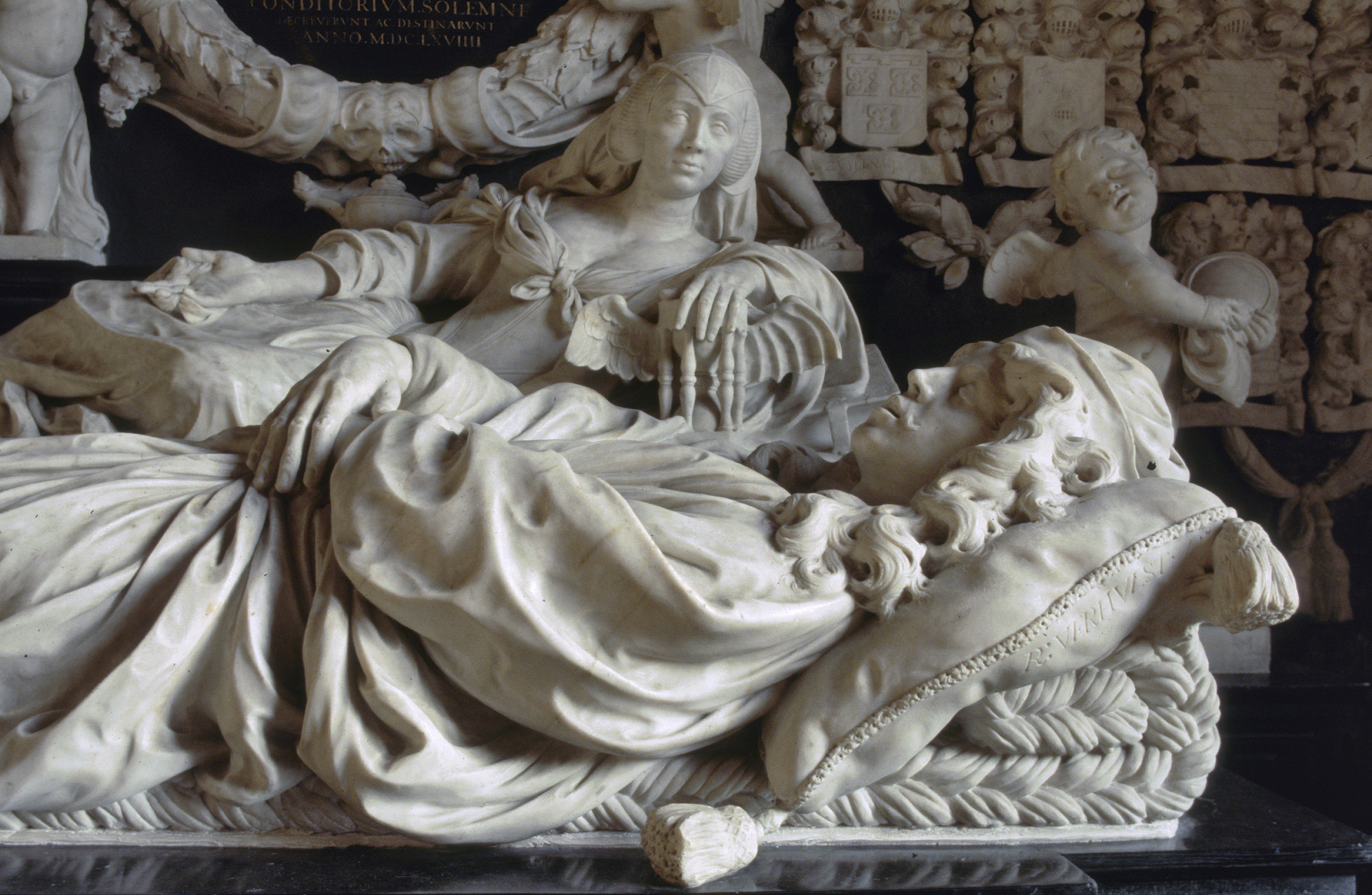
Van Ewsum achter haar eerste echtgenoot. Op het kussen de signatuur van Verhulst.

Het praalgraf van Van In- en Kniphuisen is een Nederlands, 17e-eeuws grafmonument in de kerk van Midwolde, gemaakt door beeldhouwer Rombout Verhulst in opdracht van Anna van Ewsum.

## Achtergrond
De zeventienjarige Anna van Ewsum (1640-1714), vrouwe van Nienoord en lid van de familie Van Ewsum, trouwde in 1657 met Carel Hieronymus, vrijheer van In- en Kniphuisen (1632-1664). Hij was een broer van haar stiefvader en telg van het oud-adellijk Oost-Fries geslacht Von Innhausen und Kniphausen. Carel was gedeputeerde in het gewest en werd later namens Stad en Lande uitgezonden naar de Staten-Generaal van de Nederlanden. In 1664 maakte hij als afgezant van de Staten een reis naar Vlaanderen. Hij keerde ziek terug en overleed in Den Haag.
Van Ewsum hertrouwde in 1665 met Georg Wilhelm, vrijheer van In- en Kniphuisen (1635-1709), een achterneef van haar eerste man. De schilder Jan de Baen maakte ter gelegenheid daarvan portretten van de twee. Georg Wilhelm vervulde net als zijn voorganger een rol in de gewestelijke en landelijke politiek. Hij werd in 1694 door keizer Leopold I verheven tot graaf van het Heilige Roomse Rijk.
Tombeau in de kercke tot Midwolde
Kort na het overlijden van haar eerste man gaf Anna van Ewsum aan de uit Mechelen afkomstige beeldhouwer Rombout Verhulst de opdracht voor "het macken en ende setten van een tombeau in de kercke tot Midwolde", waarop beide echtgenoten levensgroot werden afgebeeld. Het contract werd in september 1664 op Nienoord getekend, binnen zes weken na het overlijden van haar man. Afgesproken was dat er in termijnen zou worden betaald. Het werk had in twee jaar af moeten zijn, de totstandkoming duurde uiteindelijk vijf jaar. Verhulst heeft er in totaal drieduizend rijksdaalders voor ontvangen. Het monument werd opgericht in het koor van de kerk, een van de ramen moest daarvoor worden dichtgemetseld.
Het contact tussen Van Ewsum en de in Den Haag wonende beeldhouwer is mogelijk tot stand gekomen via Jacob van Reygersbergh. Hij was Zeeuws gedeputeerde naar de Staten-Generaal en zal haar man hebben gekend. Verhulst had een jaar eerder het praalgraf van Van Lyere in de Dorpskerk in Katwijk afgerond, dat in opdracht van de weduwe van Willem van Lyere, Jacobs zuster Maria van Reygersbergh, was opgericht. Verhulst introduceerde in Katwijk een opstelling van het traditionele dubbelgraf die nieuw was in de Republiek der Zeven Verenigde Nederlanden: het monument toont de overledene in slapende houding (gisant), terwijl zijn eveneens liggende weduwe zich half achter hem opricht (demi-gisant of accoudée). Het monument in Midwolde is typologisch van dezelfde opzet als het Katwijkse monument. Ten opzichte van het monument in Katwijk bracht Verhulst een verbetering aan in de positie van de weduwe, door haar nog iets hoger en meer opgericht neer te leggen. De toeschouwer kreeg daardoor een beter zicht op de weduwe en wordt meegenomen in haar rouwmoment. In Nederland is nog één ander 17e-eeuws voorbeeld bekend waarbij de weduwe op dergelijke wijze wordt afgebeeld: het praalgraf van Herman Frederik van den Bergh en Josina van Löewenstein, dat sinds 1805 in de Sint-Servaasbasiliek in Maastricht staat.
De symmetrie van het praalgraf in Midwolde wordt onderbroken door een geharnast standbeeld van Georg Wilhelm, de tweede echtgenoot van Anna van Ewsum. Het werd gemaakt door de in 1692 overleden beeldhouwer Bartholomeus Eggers. Het zal aanvankelijk een plek hebben gehad in een van de nissen van Nienoord en na zijn overlijden in 1709 op het praalgraf zijn geplaatst. De putto met toorts die daarvoor van het monument moest wijken is in de collectie van het Groninger Museum beland.
Het praalgraf werd in 1909 door de familie Van Panhuys geschonken aan de Staat. In 2014 is de zorg ervoor overgedragen aan de Stichting Oude Groninger Kerken. Vermeldingen en/of wapens van Anna van Ewsum en haar echtgenoten komen elders in de kerk onder andere voor op de klok (1704), de herenbank (1660), de preekstoel (1709) en de rouwborden.

## Beschrijving en iconografie
De beeldengroep is gemaakt van wit, Italiaans marmer en geplaatst op een bakstenen tombe die is bekleed met platen van Belgisch zwart marmer. Anna van Ewsum en Carel Hieronymus zijn liggend afgebeeld, op aparte losse matrassen. Carel ligt op een gevlochten matras met zijn hoofd op een kussen en zijn handen voor zijn lichaam gekruist. Hij draagt een lang gewaad of 'Japonse rok', een kimono zoals die vanaf het midden van de 17e eeuw door de Nederlandse elite werd gedragen. Anna ligt achter hem, op een gecapitonneerd matras met kwasten op de hoeken. Ze leunt met haar linkerarm op een Bijbel met sloten en houdt haar hand op een gevleugelde zandloper. De gevleugelde zandloper heeft twee verschillende vleugels, van een vleermuis en een duif, als symbool van dag en nacht en als zinnebeeld van de vergankelijkheid en de vervliegende tijd. Anna is gekleed in rok en een korset met baleinen en draagt op haar hoofd een tipmuts met weduwesluier. Haar rechterhand rust open op haar dij. Oorspronkelijk stonden aan hoofd- en voeteneinde van Anna twee putti, de rechter staat met zijn voet op een doodshoofd en houdt een spiegel vast, de linker heeft een omgekeerde toorts (symbool van het uitgedoofde leven) en om zijn lichaam de ouroboros. De laatste werd verwijderd voor de plaatsing van het standbeeld van haar tweede echtgenoot. In de rand van het kussen van Carel Hieronymus staat de naam van beeldhouwer Verhulst.
Op de zwarte tombe zijn een paar symbolische reliëfs aangebracht, waaronder een lauwerkrans met palmtakken, een jakobsstaf en sikkels met korenaren.
Achterwand
Tegen de achterwand is een cartouche geplaatst, die wordt vastgehouden door vier putti. In de lijst is een zwarte gedenkplaat met opschrift in het Latijn aangebracht. Het is een grafschrift in twee delen, het eerste deel voor Carel Hieronymus en het tweede voor Georg Wilhelm. Bovenaan zijn onder een kroon de wapens geplaatst van Anna van Ewsum en haar echtgenoten. Beide heren voerden een andere variant van het familiewapen. Boven op de kroon staat een vijfde putto met de trompet van de faam. Aan de onderkant van het cartouche blaast een gevleugeld doodshoofd een olielamp (de levenslamp) uit.
Aan weerszijden van de cartouche hangen 32 wapens aan slingers, waarmee 16 kwartieren van beide echtelieden worden verbeeld, vanuit het midden naar buiten. Aan de ene zijde de wapens van Halle, Upleward, Amelunxen, Kniphausen, Blitterswijck, Culenborg, Rutenberg, Manninga, Bartensleben, Ripperda, Busch, Rennenberg, Budde, Brinen, Gropelinck en Braakel. Aan de andere zijde de wapens van Ewsum, Freitag, Rasquert, Oldersum, Van der Does van Noordwijk, Van Haren, Palant, Bolswin, Wylich, Oldenbocum, Nienroy, Langen, van Zuylen van der Haer, Schade, Drakenburg, Stahll.
Standbeeld van Georg Wilhelm
Het standbeeld van Georg Wilhelm toont hem ten voeten uit, gekleed in een harnas, met zwaard opzij. In zijn rechterhand houdt hij een ovaal schild vast met daarop centraal het wapen Kniphausen-Elteren-Vogelsanck, zoals dat ook is afgebeeld in de keizerlijke oorkonde uit 1694. Zijn rechterhand staat in zijn zij. In het voetstuk staat de naam van beeldhouwer Eggers.

## Foto's van het praalgraf

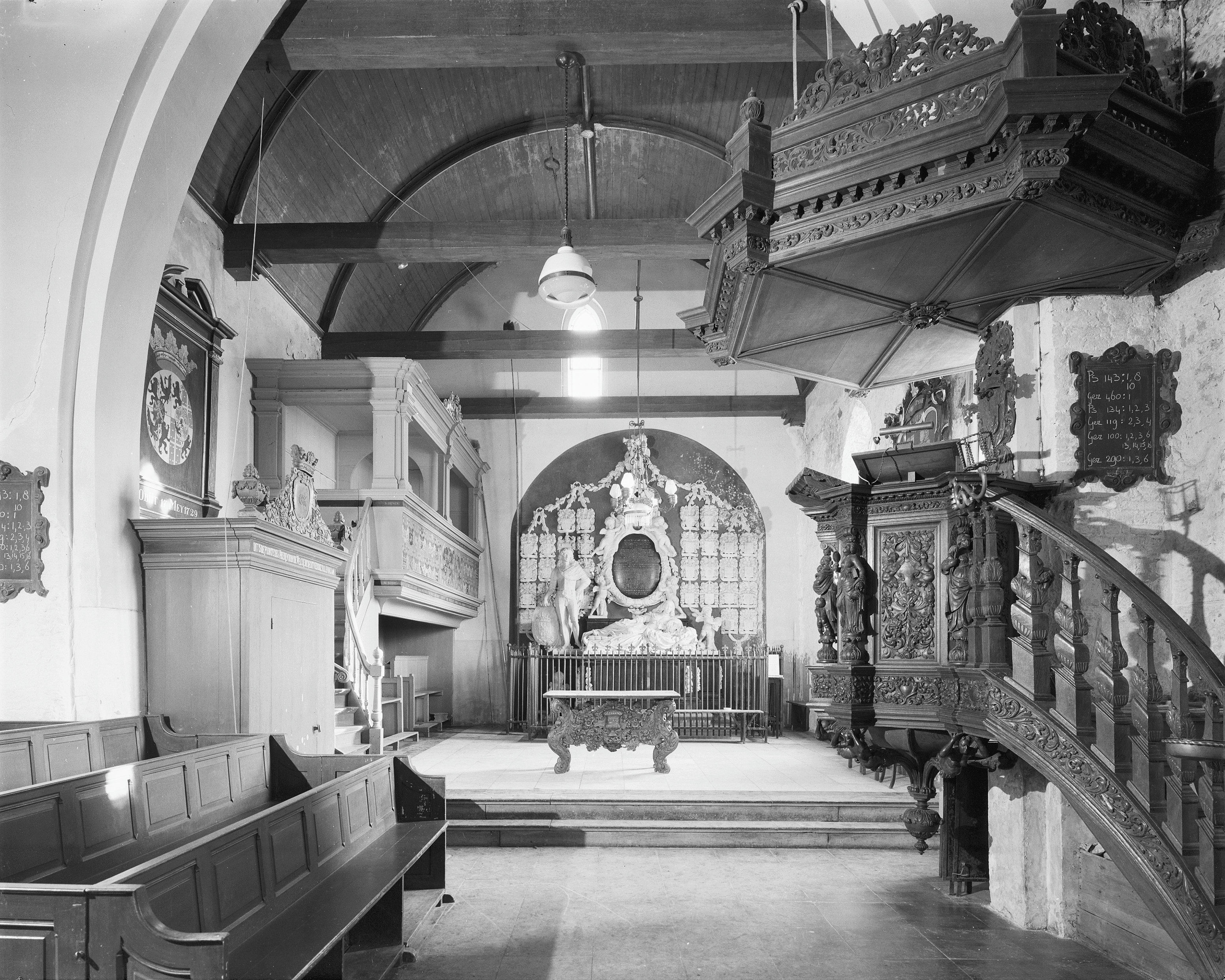
totaaloverzicht, plaatsing ten opzichte van herenbank en preekstoel
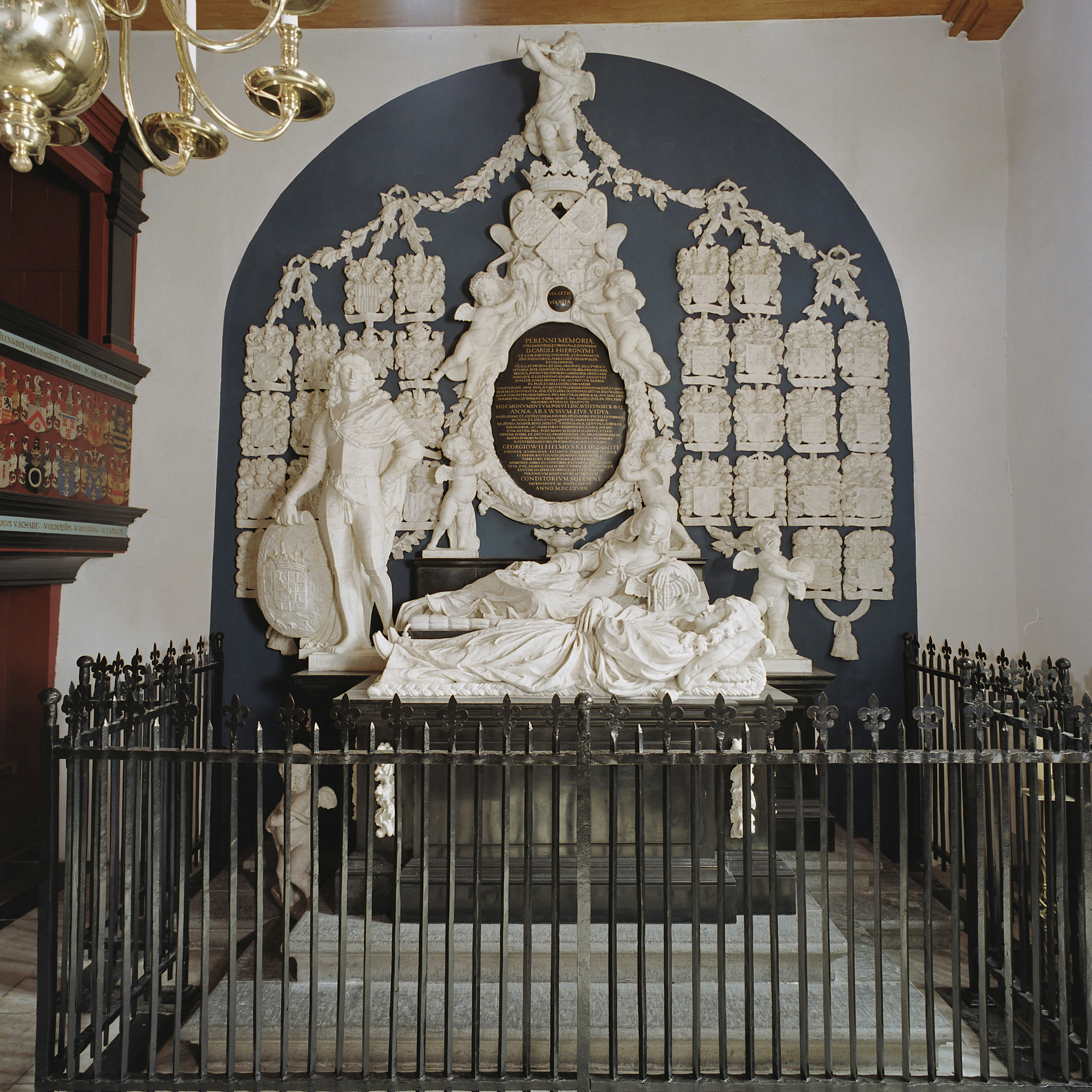
vooraanzicht
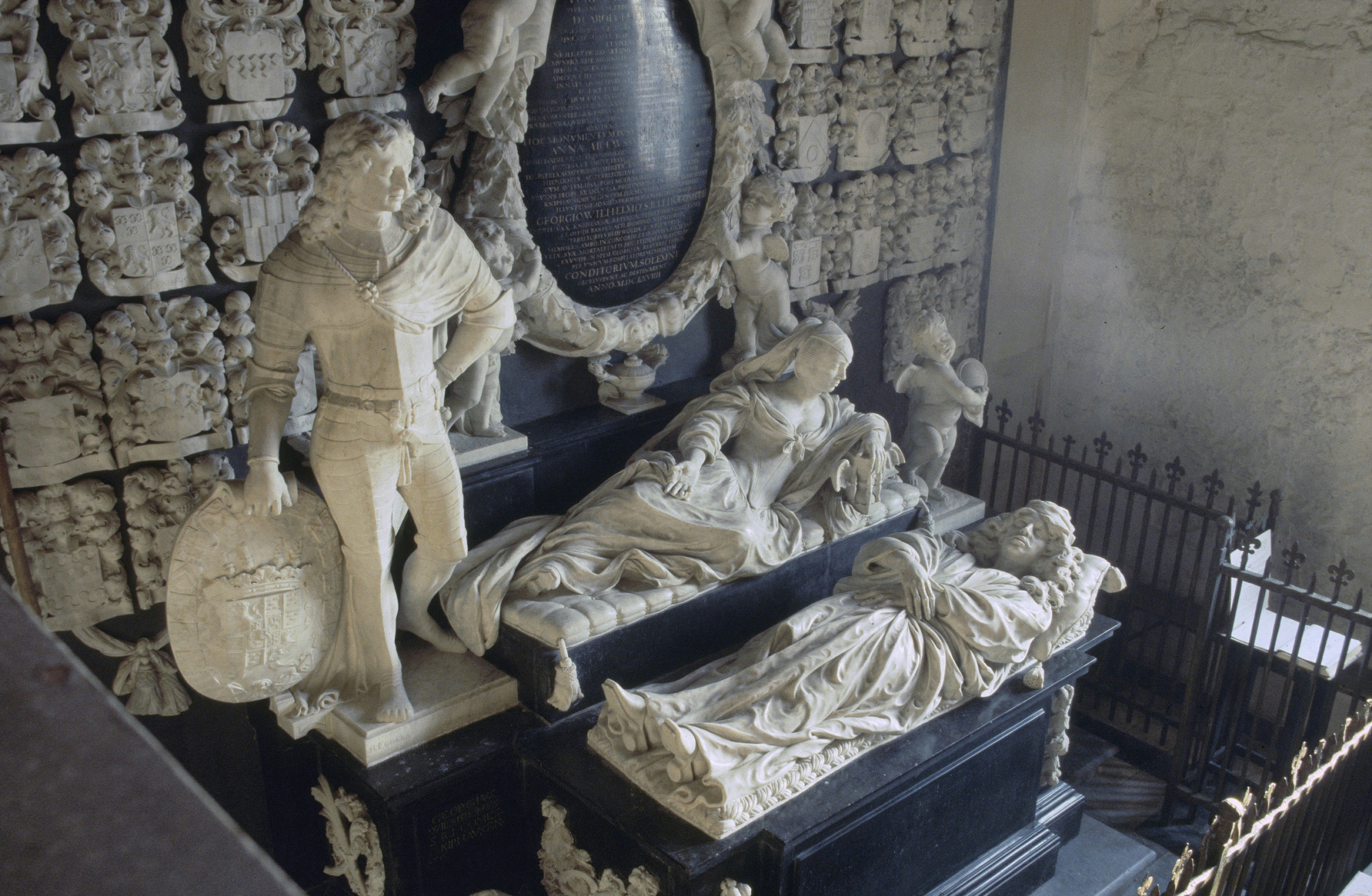
bovenaanzicht
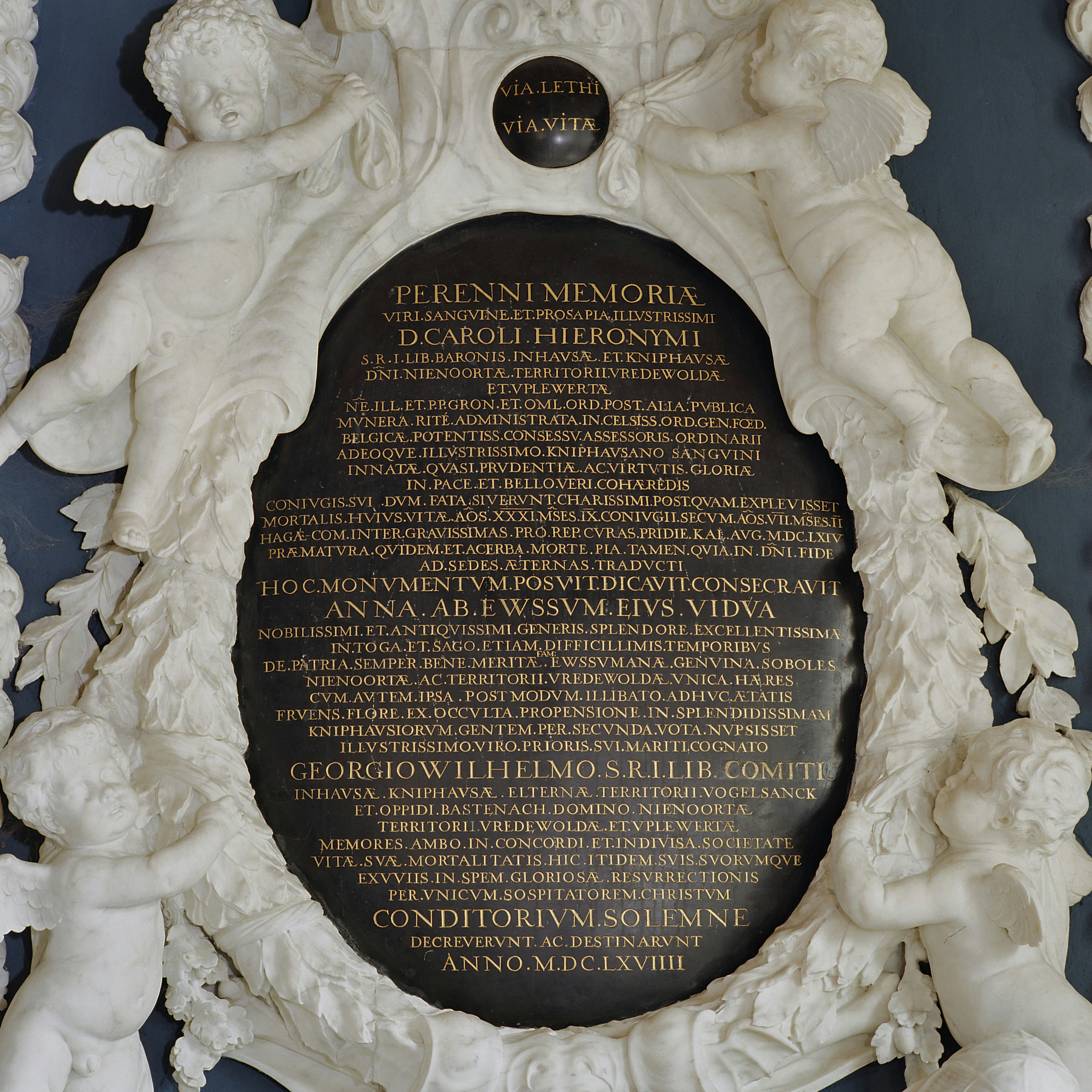
gedenkplaat
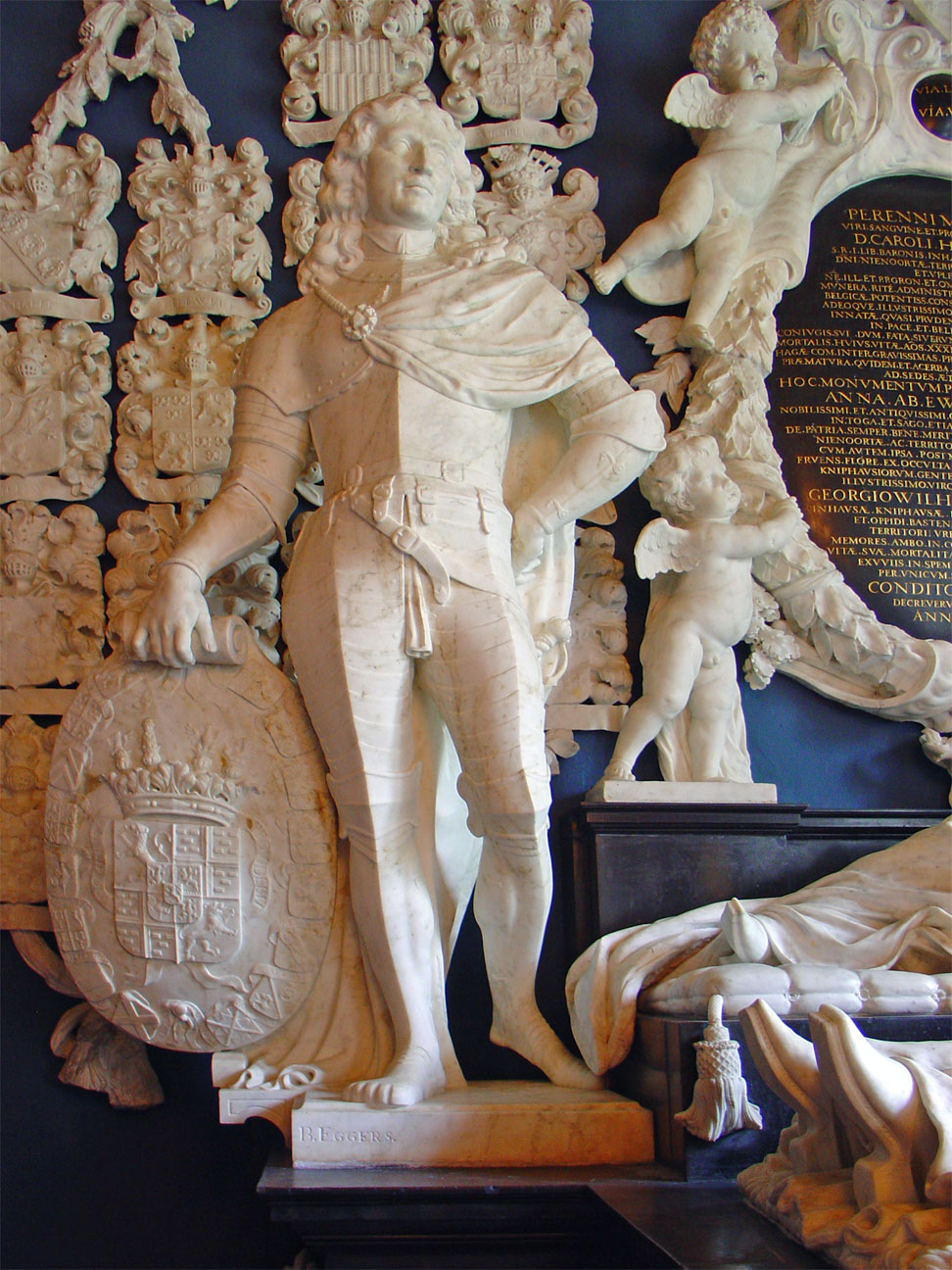
standbeeld van Georg Wilhelm

## Grafkelder
Onder het monument bevindt zich een grafkelder. In de kelder zijn behalve de lichamen van de overleden echtelieden ook stoffelijke resten van familieleden bijgezet die eerst elders waren begraven, onder wie Beetke van Rasquert, weduwe van Wigbolt van Ewsum en Scato Ludolph von In- und Kniphausen, die in 1836 na een noodlottig ongeluk stiekem begraven werd in de kelder, daar vanaf 1829 het begraven in de kerk bij wet verboden was.